# Kelly Blatz
Kelly Blatz (Burbank, 1987) is een Amerikaans acteur die voornamelijk in minder bekende horrorfilms te zien is. Hij speelde in diverse films en series, waaronder Prom Night, Aaron Stone en Fear the Walking Dead.

## Filmografie

### Film
- 2006: Simon Says, als Will
- 2006: The Oakley Seven, als Zeke Guthrie
- 2008: From Within, als Dylan
- 2008: Prom Night, als Michael Allen
- 2008: Whore, als rapper
- 2009: April Showers, als Sean Ryan
- 2009: Skyrunnes, als Nick Burns
- 2012: Lost Angeles, als Jared
- 2013: Reaver, als Chris
- 2014: 4 Minute Mile, als Drew Jacobs
- 2015: Exeter, als Patrick
- 2018: Hex, als Ben Trepanier
- 2019: What Lies Ahead, als Kyle
- 2020: Love By Drowning, als Davis Martin
- 2020: Sinister Savior, als Daniel
- 2020: Loren & Rose, als Loren

### Televisie
- 2007: Zoey 101, als Gene
- 2009-2010: Aaron Stone, als Charlie Landers / Aaron Stone
- 2009: 90210, als Max
- 2009: Sonny with a Chance, als James Conroy
- 2010-2011: Glory Daze, als Joel Harrington
- 2013: Chicago Fire, als officier Elam Smith
- 2014: Chicago P.D., als officier Elam Smith
- 2015: NCIS, als officier Kyle Friedgen
- 2016: Lucifer, als Kevin
- 2016: Fear the Walking Dead, als Brandon Luke
- 2016: Timeless, als John Wilkes Booth
- 2018: The Good Doctor, als Aidan Coulter
- 2019: S.W.A.T., als Kai